# 菲利普·阿吉翁
菲利普·阿吉翁（1956年8月17日—）是一位法国经济学家。他的主要研究领域是经济增长和契约理论。他与彼得·豪伊特提出了“熊彼得范式”的概念，二人在共著的专书《内生增长理论》中详尽论述了这个概念。

## 生平
阿吉翁毕业于卡尚高等师范学校，在巴黎第一大学获高等深入研究文凭，1987年获哈佛大学博士学位。

## 荣誉
2009年被选为美国文理科学院院士。他还是CERGE-EI成员。